# Thenea pendula
Thenea pendula är en svampdjursart som beskrevs av Lendenfeld 1907. Thenea pendula ingår i släktet Thenea och familjen Pachastrellidae.
Artens utbredningsområde är havet utanför Tanzania. Inga underarter finns listade i Catalogue of Life.